# Bias (elektronika)
Bias – niezerowa wartość (napięcia lub prądu) w różnych punktach układu elektronicznego w celu zapewnienia poprawnej pracy. Może też być wynikiem działania danego układu (na ogół niepożądanym), np. na skutek upływności kondensatora w jakimś miejscu pojawia się składowa stała napięcia.
Najczęściej przez bias rozumie się składową stałą, ale np. w technice zapisu magnetycznego biasem nazywany jest prąd podkładu wielkiej częstotliwości, dodawany do prądu niosącego informację o zapisywanej treści. W elektroakustyce bias często wykorzystywany jest do zasilania mikrofonów (poprzez dodanie składowej stałej do toru sygnałowego), a przy linii symetrycznej nosi on nazwę zasilania Phantom.